# Ethiopian Airlines
Ethiopian Airlines er det nationale flyselskab fra Etiopien. Selskabet er ejet af den etiopiske stat og har hub og hovedkontor på Bole International Airport i landets hovedstad Addis Ababa. Selskabet blev etableret i 1945 under navnet Ethiopian Air Lines.
Ethiopian fløj i november 2011 til 80 destinationer i det meste af verden. Flyflåden bestod af 51 fly med en gennemsnitsalder på 9.9 år.
Selskabet blev 13. december 2011 optaget som fuldgyldigt medlem af flyalliancen Star Alliance.

## Historie

### 1945 – 1958
Selskabet blev etableret i 1945. Dette skete efter at Kejser Haile Selassie havde spurgt USA, Frankrig og Storbritannien om hjælp til at starte et nyt flyselskab, efter den italienske besættelse (1936-41) af landet. Da amerikanerne på daværende tidspunkt troede på området omkring det Røde Hav ville blive et centralt knudepunkt for flytrafik, blev det dem der indvilligede i at hjælpe Kejseren. 21. december 1945 blev selskabet stiftet under navnet Ethiopian Air Lines.
Det var de amerikanske flyselskaber Transcontinental Air Transport og Western Air Express, senere fusioneret til TWA, der stillede deres viden og tekniske bistand til rådighed for Ethiopian. Det var piloter, teknikere, revisorer og direktører fra USA der i starten stod for driften. Det var første ved Ethiopian Airlines 25 års jubilæum i 1971 at selskabet kunne klare sig uden hjælp fra udlandet.
Den første flyvning fandt sted 8. april 1946, da et Douglas C-47 Skytrain fly lettede fra Addis Ababa med kurs mod Kairo via en mellemlanding i Asmara. Denne rute blev senere fløjet som en permanent ugentlig rute. Fem C-47 Skytrain var anskaffet fra den amerikanske regering, og havde oprindeligt været anvendt af det amerikansk militær. Derfor var flyene ikke indrettet med separate rum til passagerer, bagage og fragt, og dette var derfor fast konfiguration af flyene de første år af Ethiopian Air Lines levetid.
Ethiopian anskaffede i 1950 tre eksemplarer af Convair CV-240 flyet, med på grund af det øgede behov for internationale ruter. En rute til Flughafen Frankfurt Main blev åbnet i 1957. Douglas DC-6 fly blev tilføjet flåden af langdistancefly i 1958.